# Jan Baptist Weenix
Pour les articles homonymes, voir Jan Weenix.
Jan Baptist Weenix, ou Jan Weenix I, dit aussi en italien Giovanni Baptista Weenix (Amsterdam, 1621 - Haarzuilens, entre 1659 et 1661) est un peintre néerlandais (Provinces-unies) du siècle d'or. Il réalisa aussi bien des paysages imaginaires, que des marines, des vues de pièces d’eau, des portraits, des représentations d’animaux et des natures mortes. Il est le père du peintre de nature morte Jan Weenix.

## Biographie

### Années de formation
Le père de Jan Baptist Weenix, un architecte, meurt alors que celui-ci est encore en bas âge, et ce sont dès lors sa mère et des tuteurs qui se chargent de l’élever. Weenix souffre de bégaiement.
Tout jeune encore, il entre en apprentissage chez un marchand de livres, mais des problèmes de mésentente surgissent entre l’homme et Weenix, à la suite desquels il est placé chez un drapier, mais sans guère plus de succès. 
Selon Arnold Houbraken, qui disait tenir l’information du propre fils du peintre, Jan Baptist Weenix vouait une véritable passion aux arts plastiques, couvrant de dessins le moindre bout de papier qui lui tombait entre les mains. Sa mère, Grietje Hermans, décidée semble-t-il à respecter cette inclination, le met en apprentissage chez Jan Micker, qui habitait près de la Singel – Micker était le frère d’un autre peintre, Barent Micker (1615-1687), qui avait épousé la plus jeune des trois sœurs de Weenix. Par la suite, Jan Baptist Weenix devient l’élève d’Abraham Bloemaert à Utrecht et de Claes Cornelisz. Moeyaert, peintre catholique qui jouissait d’un certain prestige à Amsterdam.

### Voyage en Italie
Weenix épouse Justina D'Hondecoeter, dite Josijntje, fille du peintre de paysage Gillis Claesz. D'Hondecoeter. Celle-ci, après le décès de son père, était venue habiter chez son oncle, un chirurgien qui vivait sur le quai de l’Oude Schans, un des canaux traversant Amsterdam. Weenix n’habitait par très loin. En 1640, le couple a un fils, qu’ils baptisent Jan – celui-ci allait devenir un peintre célèbre de nature morte de chasse. Après quatre années de mariage, Jan Baptist Weenix prend la décision de partir pour l’Italie en secret, mais sa femme parvient à l’arrêter alors qu’il n’a pas encore été plus loin que Rotterdam. Après maintes discussions, il est toutefois autorisé à s’absenter quatre années durant.
En 1643, il fait route vers Rome, où il se lie au groupe d’artistes appelé les Bentvueghels. Selon leur coutume, ceux-ci lui donnent un surnom, « Ratel » (« Crécelle »), à cause de sa difficulté d'élocution. En Italie, Weenix travaille pour le cardinal Giovanni Battista Pamphilj, qui allait être élu pape en 1644 sous le nom d’Innocent X, ainsi que pour le cousin de ce dernier, le cardinal Camillo Pamphilj. Les deux prélats insistent pour qu’il fasse venir son épouse en Italie, mais l’intéressée refuse après en avoir délibéré avec des personnes qui ont « des préjugés contre les catholiques ». Weenix prend alors la décision de venir la chercher en personne. 

### Retour à Amsterdam
En 1647, il est de retour à Amsterdam, mais il reçoit tellement d’offres intéressantes qu’il renonce à repartir pour l’Italie. Un peu plus tard, cependant, il part s’installer à Utrecht chez son beau-frère, Gijsbert D'Hondecoeter ; là, en 1649, il devient membre de la guilde de Saint-Luc locale. Weenix collabore alors avec Nicolaus Knüpfer, Jan Both et Nicolaes Berchem. Le cardinal Pamphilj le harcèle toujours de suppliques pour qu’il revienne en Italie. Après la mort de Gijsbert De Hondecoeter, il prend chez lui le fils de ce dernier, Melchior D'Hondecoeter, à qui il enseigne la peinture, en même temps qu’à son propre fils Jan. Il passe les dernières années de sa vie au château Ter Mey, non loin d'Utrecht, afin de pouvoir mieux se concentrer sur son travail, Utrecht étant trop agitée. La date de sa mort demeure incertaine.

## Œuvre
Weenix, en dépit de sa carrière assez courte, fut un peintre productif s'attaquant à des sujets variés. Il réalisa des paysages à l’italienne dans lesquels les personnages jouent un rôle prépondérant, dans des décors souvent en ruines. On le compte parmi la seconde génération des peintres néerlandais italianisants, bien qu’il peignît aussi des vues portuaires imaginaires et des natures mortes de chasse – il devait s'essayer aussi à des compositions religieuses ; l'une des rares œuvres de ce type étant son Jacob et Esau, actuellement à Dresde. Dans ses œuvres, plus que chez d’autres peintres néerlandais de paysages italiens, l’accent est mis sur les éléments d’architecture et les personnages. Son style est puissant et vise à produire des effets dramatiques. Ne reculant devant rien, il lui arriva de peindre en se servant directement de ses doigts. En Italie, il est connu sous le nom de Giovanni Baptista Weenix. Weenix, comme Jan Lievens et Frans Hals, réalisa un portrait de René Descartes, aujourd'hui visible au Centraal Museum d'Utrecht.
La National Gallery de Londres possède une scène de chasse et le Glasgow Gallery une peinture de ruines. D'autres œuvres sont exposées notamment à Munich, Vienne, Berlin, Amsterdam et à Saint-Pétersbourg.
- Chasseur au faucon, huile sur toile, 14 × 10 cm, Musée des beaux-arts de Rouen
- Ruines antiques (1647), huile sur toile, 80,5 × 68,3 cm, Musée des beaux-arts de Budapest
- La Traversée du fleuve (1647), huile sur toile, 100 × 131,5 cm, Musée de l’Ermitage, Saint-Pétersbourg
- Départ d'une troupe orientale, dit autrefois Les Corsaires repoussés (1647-1650), 123 × 175 cm, Musée du Louvre, Paris[8]
- Portrait de René Descartes (vers 1648), huile sur toile, 54,7 × 44,6 cm, Centraal Museum, Utrecht
- Scène de bord de mer avec ruines classiques (1649), huile sur toile, 82 × 107 cm, Wallace Collection, Londres[9]
- Johan Van Twist (mort en 1643), ambassadeur de la flotte hollandaise, en route vers le sultan de Visiapour. À l’arrière-plan, le blocus de Goa, janvier-février 1637 (vers 1650), toile, 101 × 179 cm, Rijksmuseum, Amsterdam
- Portrait d'une petite fille en bergère (vers 1650) , Musée de Picardie, Amiens
- Nature morte avec un cygne mort (vers 1651), huile sur toile, 152,4 × 153,7 cm, Detroit Institute of Arts
- Chien et chat près d’un cerf en partie éventré (date inconnue), huile sur toile, 180 × 162 cm, Rijksmuseum, Amsterdam

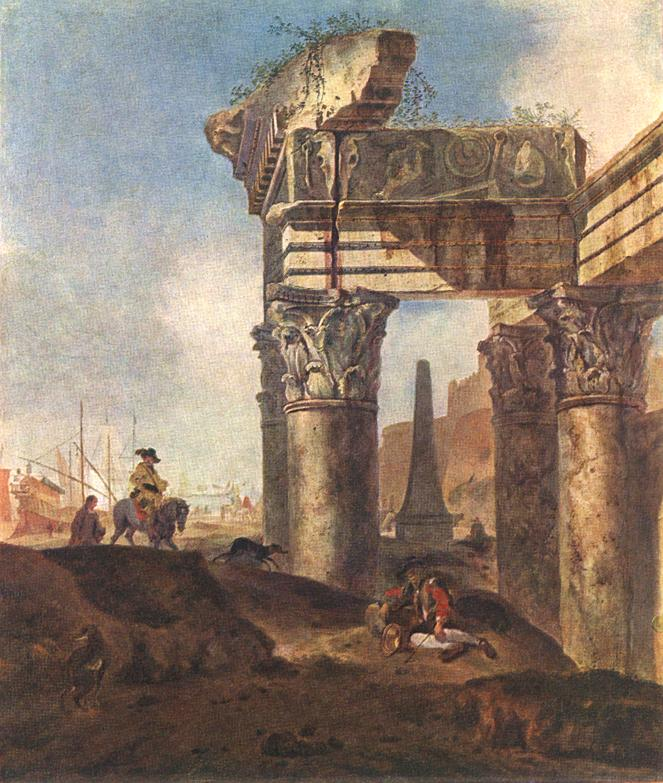
Ruines antiques, 1647 Musée des beaux-arts de Budapest
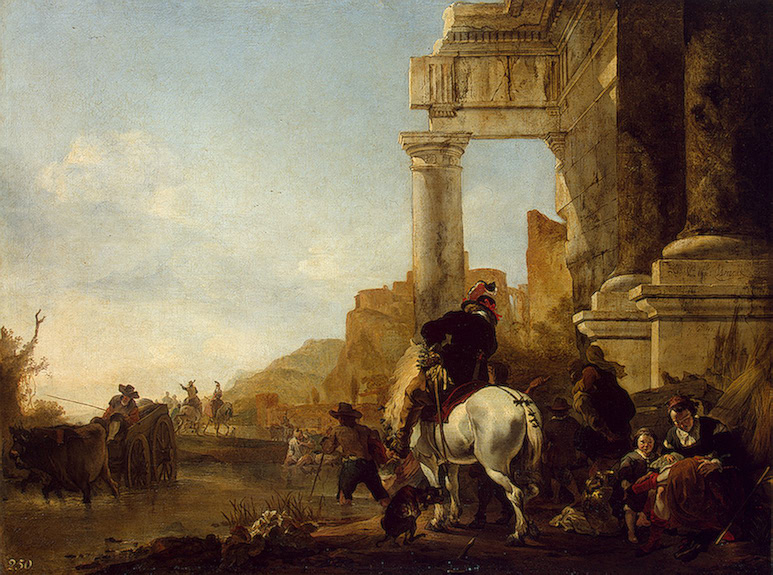
La Traversée du fleuve, 1647 Musée de l’Ermitage, Saint-Pétersbourg
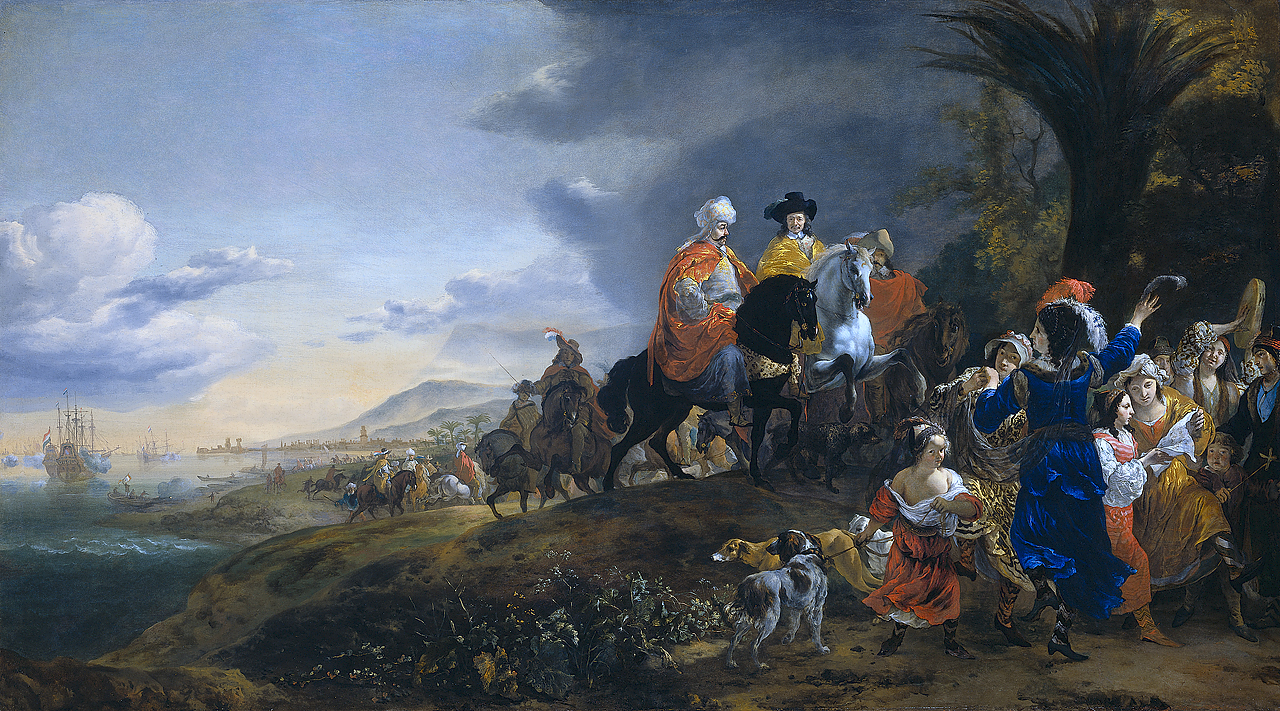
Johan Van Twist (mort en 1643), vers 1650 Rijksmuseum, Amsterdam
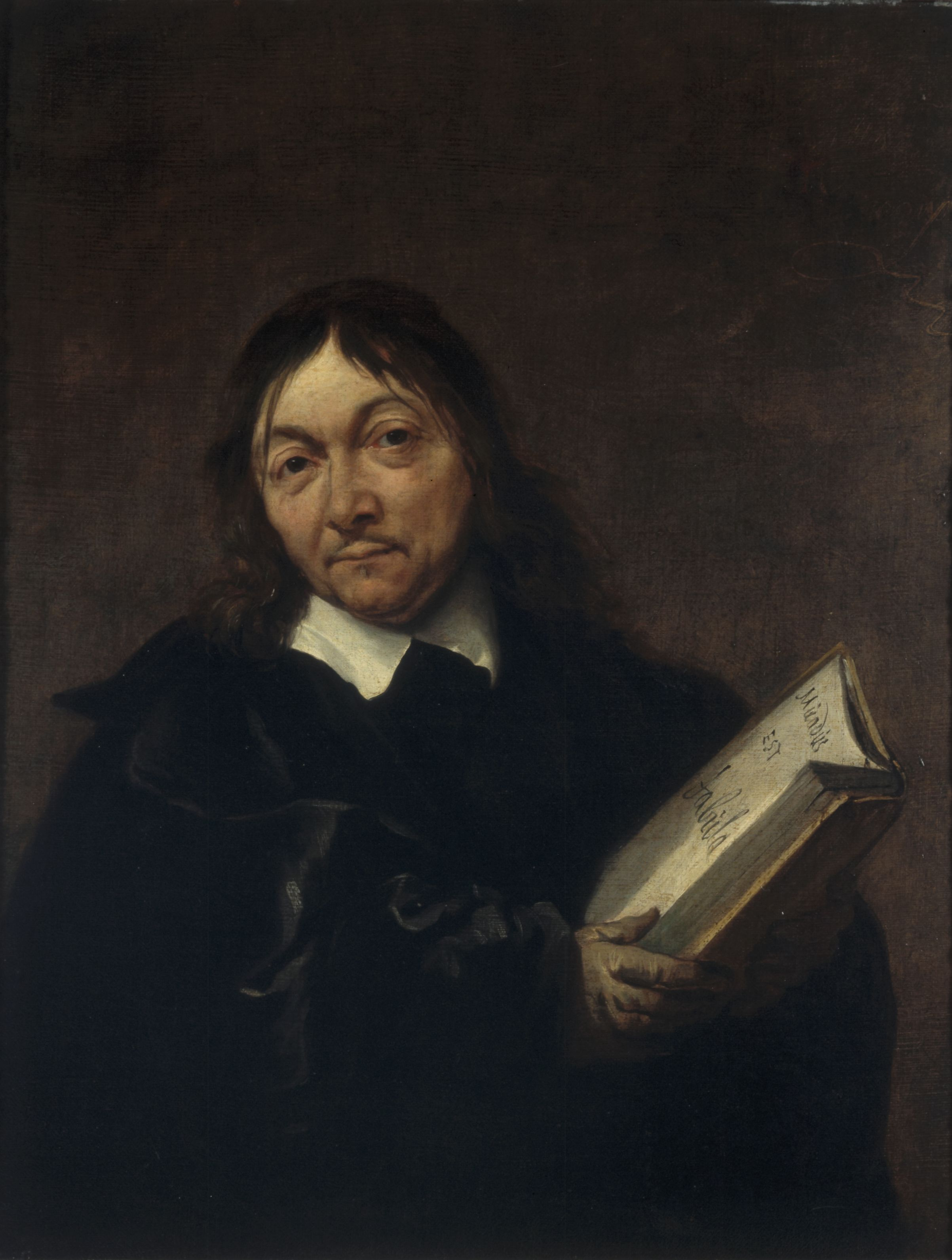
Portrait de René Descartes, vers 1648 Centraal Museum, Utrecht
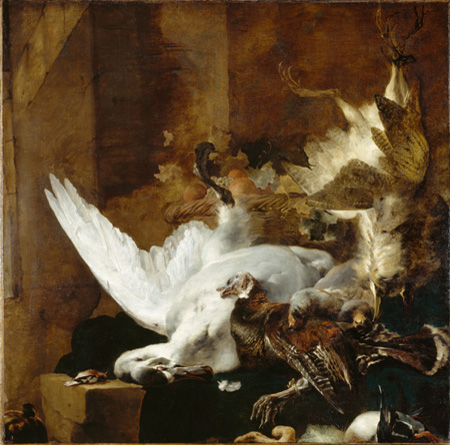
Nature morte avec un cygne mort, vers 1651 Detroit Institute of Arts
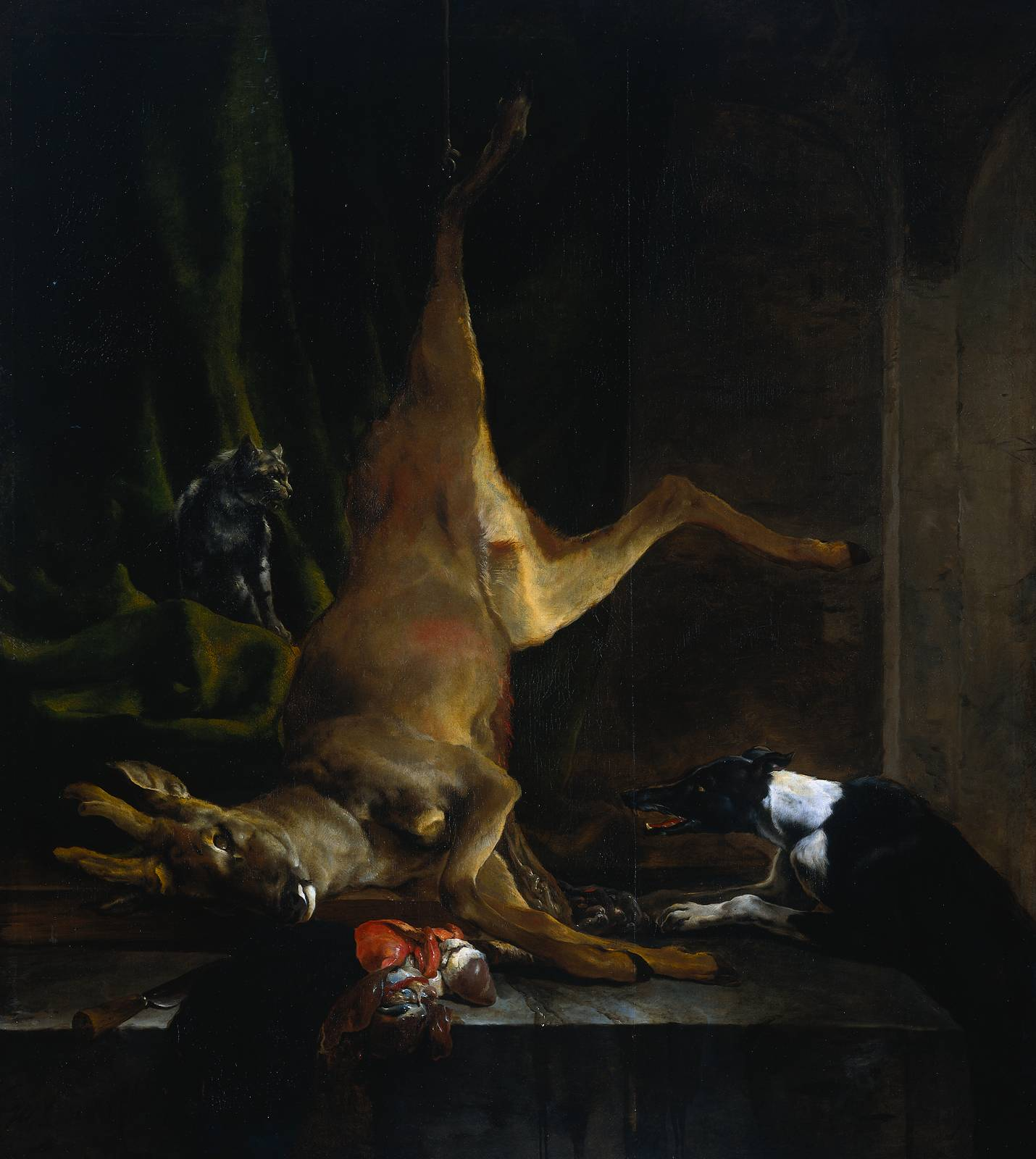
Chien et chat près d’un cerf Rijksmuseum, Amsterdam